# Norra Gåsamossegölen
Norra Gåsamossegölen är en sjö i Lessebo kommun i Småland och ingår i Lyckebyåns huvudavrinningsområde. Sjön har en area på 0,0373 kvadratkilometer och ligger 137 meter över havet.

## Delavrinningsområde
Norra Gåsamossegölen ingår i det delavrinningsområde (628165-147411) som SMHI kallar för Inloppet i Löften. Medelhöjden är 147 meter över havet och ytan är 23 kvadratkilometer. Räknas de 3 avrinningsområdena uppströms in blir den ackumulerade arean 62,6 kvadratkilometer. Linneforsån som avvattnar avrinningsområdet har biflödesordning 2, vilket innebär att vattnet flödar genom totalt 2 vattendrag innan det når havet efter 77 kilometer. Avrinningsområdet består mestadels av skog (71 procent) och öppen mark (11 procent). Avrinningsområdet har 0,4 kvadratkilometer vattenytor vilket ger det en sjöprocent på 1,8 procent. Bebyggelsen i området täcker en yta av 0,4 kvadratkilometer eller 2 procent av avrinningsområdet.